# 比兰达普尔
比兰达普尔（Bilandapur），是印度西孟加拉邦South Twentyfour Parganas县的一个城镇。总人口5722（2001年）。

## 人口
该地2001年总人口5722人，其中男性2907人，女性2815人；0—6岁人口1052人，其中男558人，女494人；识字率48.20%，其中男性为53.56%，女性为42.66%。